# Herald Island (ö i Australien)
Herald Island är en ö i Australien. Den ligger i delstaten Queensland, omkring 1 100 kilometer nordväst om delstatshuvudstaden Brisbane. Arean är 0,71 kvadratkilometer. Den sträcker sig 1,2 kilometer i nord-sydlig riktning, och 1,4 kilometer i öst-västlig riktning.
Savannklimat råder i trakten. Genomsnittlig årsnederbörd är 1 076 millimeter. Den regnigaste månaden är mars, med i genomsnitt 273 mm nederbörd, och den torraste är september, med 4 mm nederbörd.